# Celama coelophora
Celama coelophora är en fjärilsart som beskrevs av Turner 1944. Celama coelophora ingår i släktet Celama och familjen trågspinnare. Inga underarter finns listade i Catalogue of Life.